# Прапор Симонів
Пра́пор Симо́нів — офіційний символ села Симони Ємільчинського району Житомирської області, затверджений 20 серпня 2013 р. рішенням № 179 XXXIII сесії Симонівської сільської ради VI скликання.

## Опис
Квадратне полотнище поділене горизонтально на дві рівновеликі частини, верхня поділена навпіл. Верхня древкова частина червона, верхня вільна — жовта, нижня — синя. У центрі полотнища поверх усього міститься повний герб територіальної громади (1/3 сторони прапора).
Автори — Віктор Іванович Боримський, Таїсія Миколаївна Радчук.